# Bitwa pod Kircholmem
Bitwa pod Kircholmem (obecnie Salaspils, Łotwa, 25 km na południowy wschód od Rygi) – bitwa stoczona 27 września 1605 w czasie polsko-szwedzkiej wojny o Inflanty w latach 1600–1611. Bitwa zakończyła się zwycięstwem wojsk Rzeczypospolitej pod wodzą hetmana Jana Karola Chodkiewicza nad trzykrotnie liczniejszym wojskiem szwedzkim.
Przyczyną bitwy były zmagania o dominium Maris Baltici. W tym samym czasie trwał konflikt o tron szwedzki między Karolem Sudermańskim a Zygmuntem III Wazą.

## Geneza

### Przyczyny konfliktu
Zygmunt III Waza 12 marca 1600 roku w celu uzyskania poparcia Rzeczypospolitej dla swoich starań o odzyskanie tronu szwedzkiego oddał Rzeczypospolitej sporne terytorium północnej Estonii, uwikłując tym samym Rzeczpospolitą w wieloletni konflikt zbrojny ze Szwecją. Odzyskanie terytorium północnej Estonii przez szwedów miało być wstępem do opanowania całych Inflant i innych krajów nadbałtyckich w celu realizacji idei dominium Maris Baltici.

### Kampanie wojskowe przed 1605 rokiem
Wiosną 1600 roku książę Södermanlandii Karol uprzedził działania Rzeczypospolitej i opanował Estonię, a do marca 1601 roku opanował Inflanty po rzekę Dźwinę. Jesienią 1602 roku hetman polny litewski Jan Karol Chodkiewicz zastąpił Jana Zamoyskiego na stanowisku dowódcy wojsk w Inflantach. Do 1603 roku zdołał odbić niemal całe Inflanty i Estonię z wyjątkiem Tallinna, Pernawy i Narwy, zdobycie tych miejsc uniemożliwił brak finansów na opłacenia żołdu wojsku.
Z początkiem 1604 roku Karol zdobył większe fundusze na nową kampanię, jednak 25 września został pokonany przez Chodkiewicza pod Białym Kamieniem. Plan hetmana aby odbić Pernawę został uniemożliwiony przez kolejny brak funduszy na żołd i wynikłą z tego powodu konfederacje oddziałów jazdy pod dowództwem Aleksandra Lisowskiego. Zbuntowane oddziały odeszły w głąb kraju, a na straży Inflant zostały nieliczne oddziały piechoty.

### Manewry przed bitwą
W pierwszej połowie sierpnia 1605 roku u ujścia Dźwiny wylądowały siły szwedzkie w liczbie 4 tysięcy żołnierzy którymi dowodził Joachim Fryderyk von Mansfeld. Rozpoczęły one blokadę Rygi. Równocześnie z Tallina wyruszył na południe 5 tysięczny korpus którym dowodził Anders Lennartsson.
Chodkiewicz zgromadził pod Dorpatem 2400 jazdy i 1000 piechurów. Zostawił tam swoje tabory i początkowo w pośpiechu wyruszył w kierunku Rygi, jednak zmienił zdanie i wyruszył w kierunku korpusu Lennartssona. Lennartsson stanął w warownym obozie pod Vigala i nie przyjął walnej bitwy. Lennartsson w połowie września wyruszył ku Pernawie gdzie połączył się z korpusem króla szwedzkiego Karola IX, który tam wylądował. Połączone siły szwedzkie wymaszerowały w kierunku Rygi.
Równolegle do ich drogi przemarszu maszerowały wojska Chodkiewicza aż dotarły do Dźwiny koło Kircholmu (15 kilometrów od Rygi). Karol IX przed rozpoczęciem oblężenia Rygi postanowił zabezpieczyć tyły. Nocą z 26 na 27 września wyruszył armią w kierunku Kircholmu licząc na zaskoczenie oddziałów Chodkiewicza i ich zniszczenie. 27 września wojska podeszły pod Kircholm jednak nie uzyskały przewagi zaskoczenia.

## Siły i rozlokowanie armii

### Armia Rzeczypospolitej
Liczebność wojsk Chodkiewicza nie jest dokładnie znana. Szacunki w większości wahają się między 3500 a 3700 żołnierzy w tym około 2600 jazdy i od 4 do 7 armat. Najniższe oszacowanie wskazuje 3440 żołnierzy z kolei najwyższe oszacowanie wskazuje 4350 żołnierzy.
| Autor                                              | Łącznie | piechota | jazda | armaty |
| -------------------------------------------------- | ------- | -------- | ----- | ------ |
| Stanisław Herbst                                   | 3600    | 1000     | 2600  | --     |
| Otton Laskowski                                    | 3700    | 1100     | 2600  | 4      |
| Jan Wimmer                                         | 3440    | 1040     | 2400  | --     |
| Józef Naronowicz-Naroński XVII w.                  | 4350    | 1040     | 3310  | --     |
| Mała Encyklopedia Wojskowa 1970 (Jerzy Teodorczyk) | --      | 2 roty   | 2900  | 7      |

W skład armii wchodziły chorągwie kozackie, tatarskie. 3 kornety rajtarów kurlandzkich przeprawiły się przez bród nad Dźwiną i dołączyły do głównej armii przed rozpoczęciem bitwy. Chodkiewicz zostawił w obozie nad Dźwiną osłaniającym lewą flankę prawdopodobnie 150 piechurów oraz 3 działa. Pozostała część piechoty (głównie strzelcy) ustawiona została w centrum na stokach wzgórza w dwóch kolumnach w pierwszym rzucie armii polsko-litewskiej. W lukach między piechotą hetman umieścił 300 husarzy dowodzonych przez porucznika Wincentego Woynę. Prawe skrzydło składało się z dwóch rzutów, w skład których wchodziło 700 husarzy oraz wolentarze dowodzeni przez rotmistrza Jana Piotra Sapiehę. Lewym skrzydłem także złożonym z dwóch rzutów, dowodził Tomasz Dąbrowa. Właśnie lewe skrzydło, złożone z 900 jeźdźców, miało wykonać szarżę po równinie wzdłuż brzegu Dźwiny i tym sposobem przełamać i rozbić prawe skrzydło armii szwedzkiej. W centrum za piechotą i husarią Woyny ustawiona została chorągiew husarska Teodora Lackiego, a za nią trzeci rzut złożony z 600 żołnierzy (ochotnicy i dwie chorągwie jazdy tatarskiej). Przed obozem polskim stanął tabor złożony ze spiętych łańcuchami wozów i obsadzony piechotą. Płytkie uszykowanie oddziałów armii polskiej dawało możliwość jednoczesnego użycia znacznej części sił. Na koniec Chodkiewicz ustawił za szykiem armii czeladź, a żołnierzom wmówił, że to są nadchodzące posiłki.

### Armia szwedzka
| Autor                                              | Łącznie | piechota | jazda |
| -------------------------------------------------- | ------- | -------- | ----- |
| Gustaw Petri (szwedzki badacz)                     | 10 736  | 8236     | 2500  |
| Stanisław Herbst                                   | 10 000  | 7800     | 2200  |
| Otton Laskowski                                    | 14 120  | 11000    | 3120  |
| Józef Naronowicz-Naroński XVII w.                  | 11 340  | 6840     | 4500  |
| Mała Encyklopedia Wojskowa 1970 (Jerzy Teodorczyk) | 10 725  | 8300     | 2425  |

Armia szwedzka posiadała 11 dział – oprócz Szwedów walczyli zaciężni żołnierze holenderscy, szkoccy i niemieccy. Armia szwedzka stanęła na przeciwległym względem Litwinów wzgórzu w odległości jednego kilometra od wojsk polsko-litewskich. Karol IX podzielił piechotę na 13 półregimentów liczących na ogół po 600–650 żołnierzy. Jazda natomiast podzielona została na 11 półregimentów po 200–220 żołnierzy każdy. W pierwszym rzucie król Szwecji ustawił siedem jednostek piechoty ustawionej w płytkiej linii. Grupa ta, licząca 4600 żołnierzy, opierała się swym prawym skrzydłem o zabudowania Kircholmu. Tuż za tą grupą piechoty stanęła jazda w sile 1500 żołnierzy (6 półregimentów). Prawym skrzydłem jazdy dowodził hrabia Joachim Fryderyk von Mansfeld, natomiast lewym skrzydłem jazdy dowodził pułkownik Henryk Brandt. Artyleria została wysunięta do przodu i osłonięta piechotą pierwszego rzutu. Drugi rzut armii szwedzkiej liczył 3700 żołnierzy. Za drugim rzutem stanął odwód złożony z 5 półregimentów jazdy (1000 żołnierzy). Piechota i jazda ustawione zostały w szachownicę. Szerokość szyku armii szwedzkiej wynosiła prawdopodobnie 800 metrów.

## Przebieg bitwy

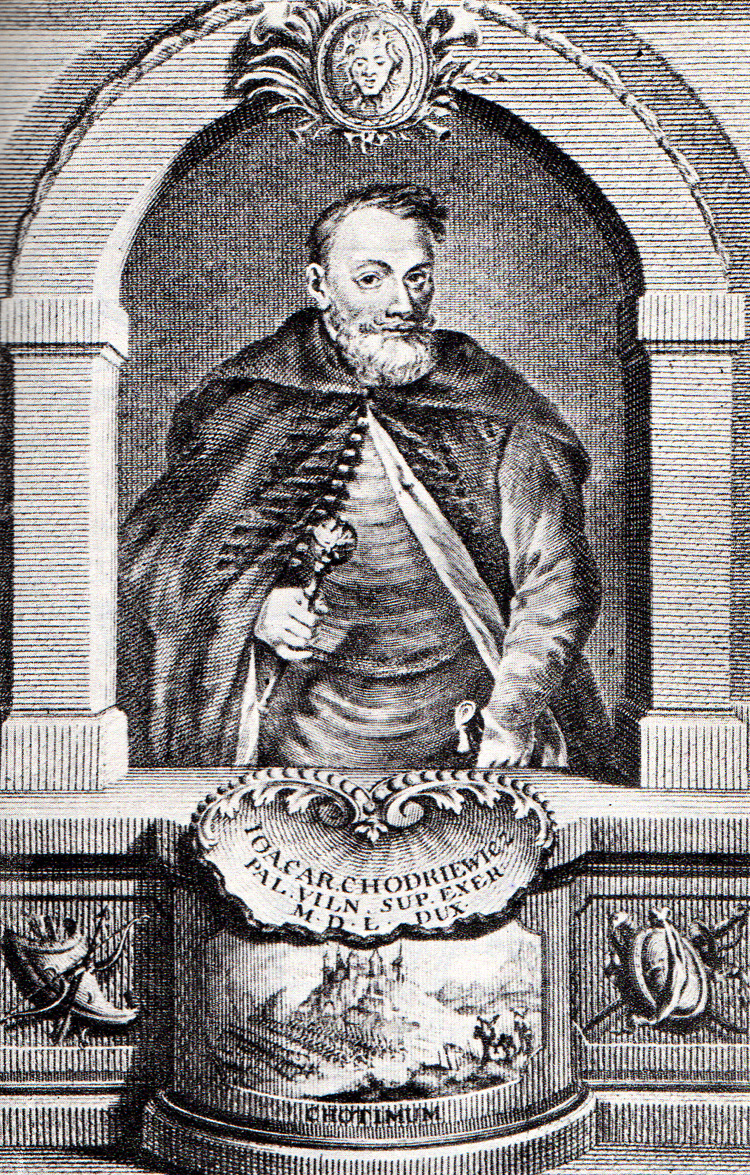
Hetman Jan Karol Chodkiewicz

Bitwa pod Kircholmem

Jan Karol Chodkiewicz, widząc, że Szwedzi stoją na wzgórzu i w tej sytuacji nie da się zaatakować ich pozycji, w celu „rozmontowania” obronnego szyku Szwedów nakazał swym wojskom pozorowany odwrót zboczem wzgórza. Zadanie upozorowania ucieczki powierzył Dąbrowie. Widząc uciekających Polaków i Litwinów, obawiając się wymknięcia słabego przeciwnika, Karol IX rozkazał Szwedom ruszyć za uciekającym nieprzyjacielem. Na dany sygnał pierwszy rzut piechoty szwedzkiej, chroniony na skrzydłach jazdą drugiego rzutu, zszedł ze wzgórza w dolinkę, a następnie zaczął maszerować pod górę, na wzniesienie zajmowane przez wojska polsko-litewskie. Ponieważ Chodkiewicz zorientował się, że lewe skrzydło Szwedów jest silniejsze od prawego, postanowił zaatakować słabsze skrzydło. Gdy pierwszy rzut armii szwedzkiej oddalił się od reszty swej armii, Chodkiewicz wstrzymał pozorowaną ucieczkę. Wchodzący pod górę Szwedzi spotkali się niespodziewanie z silnym ogniem artylerii i piechoty. Na zmieszanych Szwedów uderzyła husaria oraz rajtarzy kurlandzcy. Kolejne rzuty wojsk szwedzkich ze względu na zbyt dużą odległość nie mogły przyjść z pomocą. Dzięki zastosowanemu fortelowi i błędnej ocenie sytuacji Karola IX Polacy nie musieli walczyć naraz z pierwszym i drugim rzutem wojsk szwedzkich. Po chwili szyki szwedzkie rozerwały się i uciekający piechurzy uchodzili w stronę swoich głównych sił ścigani przez jeźdźców.
Husarze Dąbrowy uderzyli i złamali opór rajtarów Mansfelda po czym uderzyli na piechotę szwedzką. Do ataku na piechotę dołączyła lekka jazda z lewego skrzydła i piechota szwedzka poszła w rozsypkę. Przez złamane szwedzkie skrzydło armii przez kawalerię do boju dołączyła piechota uderzając na wzgórze z którego dowodził Karol IX. W walce zginął wódz szwedzki Anders Lennartsson, ponadto Dąbrowa osobiście śmiertelnie ranił Fryderyka, księcia Lūneburga (1578–1605).

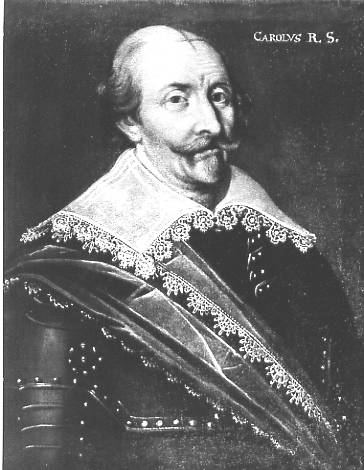
Król Szwecji Karol IX Waza

Bezładna ucieczka żołnierzy pierwszego rzutu nie dała szans Karolowi IX na natychmiastowe wprowadzenie do akcji wojsk drugiego rzutu, które zmieszane przez uciekających wymagały przegrupowania. By mieć na to czas, rzucił przeciwko dowodzonemu przez Sapiehę prawemu skrzydłu resztę jazdy szwedzkiej. Pomimo przewagi liczebnej Szwedów Sapieha złamał pierwszy rzut nacierającej na niego rajtarii i powstrzymany został dopiero przez odwód. W tej sytuacji Chodkiewicz posłał prawemu skrzydłu na pomoc chorągwie husarii i lekkiej jazdy dowodzone przez rotmistrza Lackiego. Lacki obszedł Szwedów łukiem i uderzył na nich ze skrzydła, a następnie rozbił. Gdy przybyły nowe oddziały szwedzkie, Lacki zawrócił i ponownie ruszył do szarży, która okazała się równie skuteczna. Ścigając uciekających Szwedów, Lacki wyszedł na tyły armii Karola IX, która wciąż broniła się w zabudowaniach Kircholmu. Widząc ogarniającą Szwedów panikę, Chodkiewicz rzucił na wzgórze wszystkie swe wojska. Na wzgórek kościelny, gdzie mieścił się sztab główny Szwedów, szeroką falą szła polsko-litewska piechota. Po trzech godzinach walki wszystkie wojska szwedzkie zostały rozbite i rzuciły się do ucieczki. Szwedzi uciekali w kierunku morza, gdzie czekała na nich stojąca na ryskiej redzie szwedzka flota wojenna. Karola IX od niewoli, uratował szlachcic inflancki Henryk Wrede, który oddał mu swego konia, co przypłacił życiem (w nagrodę wdowa po nim otrzymała znaczne dobra a królowa Krystyna przyznała jego potomkom tytuł baronów). Do pościgu za uciekającymi Szwedami dołączyli także miejscowi chłopi łotewscy, mszcząc się za liczne grabieże.

## Po bitwie

### Bilans strat
Wojska Rzeczypospolitej straciły ok. 100 żołnierzy (ok. 200 zostało rannych), z czego tylko 13 towarzyszy, oraz 150 koni. Rany odnieśli Wojna, Dąbrowa i Lacki.
Szwedzi stracili ok. 6 tys do 8 tys. żołnierzy, czyli ponad połowę stanu osobowego armii. Podawana w listach Chodkiewicza liczba 9 tysięcy była przesadzona. Wielu szwedów zginęło w czasie ucieczki tonąc w Dźwinie lub padając ofiarą zemsty chłopów. Pojmani żołnierze szwedzcy zostali w niewoli zaś cudzoziemscy zostali puszczeni wolno po złożeniu przysięgi że nie będą walczyli przeciwko królowi polskiemu. Wśród dowódców zginął gen. Andersa Lenartsson oraz Fryderyk ks. lüneburski. Król Karol IX został ranny.
Na statki szwedzkie dotarło zaledwie kilkuset jeźdźców. Do polskiej niewoli dostali się między innymi burmistrz Rewla Witting oraz pułkownik Henryk Brandt (stracony później w Krakowie za przejście na służbę szwedzką – poprzednio był oficerem armii polskiej). W ręce zwycięzców dostał się cały obóz szwedzki pod Rygą, zdobyto działa oraz 60 chorągwi (tylko 30 pogorzałych chorągwi przetrwało pożar dworku Chodkiewicza do którego doszło gdy był on w drodze do Warszawy aby zdać relację z bitwy), a także srebrny kredens Karola IX, który przypadł Chodkiewiczowi. Z rozkazu Chodkiewicza Lennartsson pochowany został z honorami wojskowymi w kościele katedralnym w Rydze, a zwłoki księcia von Lűneburga odesłano Karolowi IX.

### Następstwa polityczne
Szwedzi zostali zmuszeni do odstąpienia od oblężenia. Wojska Rzeczpospolitej nie otrzymawszy zaległego żołdu zaczęło się rozchodzić lub zaczynali plądrowanie. W Brześciu, a następnie w Grodnie zostały zawiązane konfederacje. 6 sierpnia 1606 roku przy hetmanie pozostały już tylko 2 chorągwie. Brak wojska uniemożliwił wypędzenie wojsk szwedzkich z Inflant.
Wojna jednak nie została definitywnie zakończona, zahamowany został tylko tempo działa szwedzkich, którzy latem 1607 roku wznowili działania. Szwedzi do zajęli Biały Kamień, Dynemunt (odbity w 1609), Kokenhauzen. W 1609 ponownie wojska szwedzkie dowodzone przez Mansfelda obległy Rygę, jednak Chodkiewicz zdołał znieść oblężenie rozbijając jego przedni oddział. Obie strony zaangażowały się w walki wewnętrzne w Rosji co spowodowało zmniejszenie natężenia działań wojskowych w Inflantach. W kwietniu 1611 podpisano rozejm na 9 miesięcy. Pokój trwał aż do rozpoczęcia kolejnej wojny polsko-szwedzkiej w 1617 roku.
Gratulacje po bitwie nadesłali m.in. papież Paweł V, król Anglii Jakub I, sułtan turecki Ahmed I oraz jego przeciwnik szach perski Abbas Wielki.

## Upamiętnienie

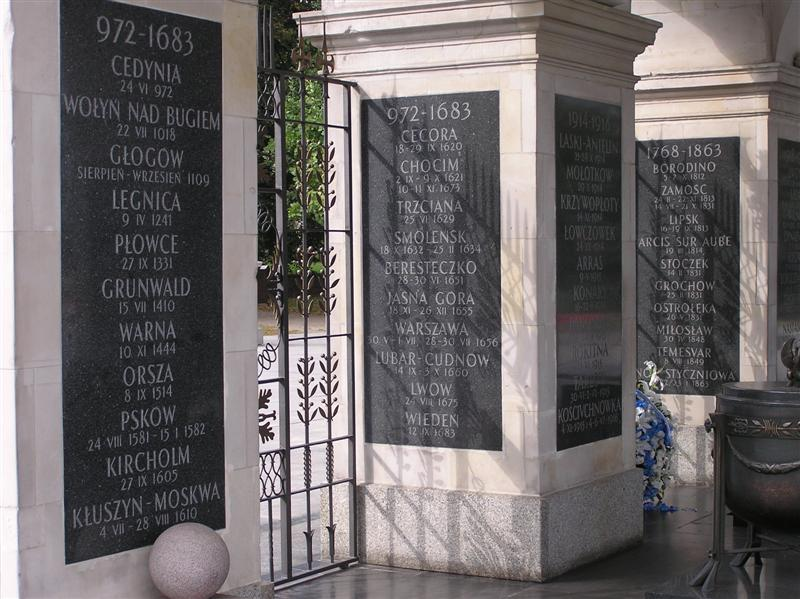
Tablica przy Grobie Nieznanego Żołnierza w Warszawie
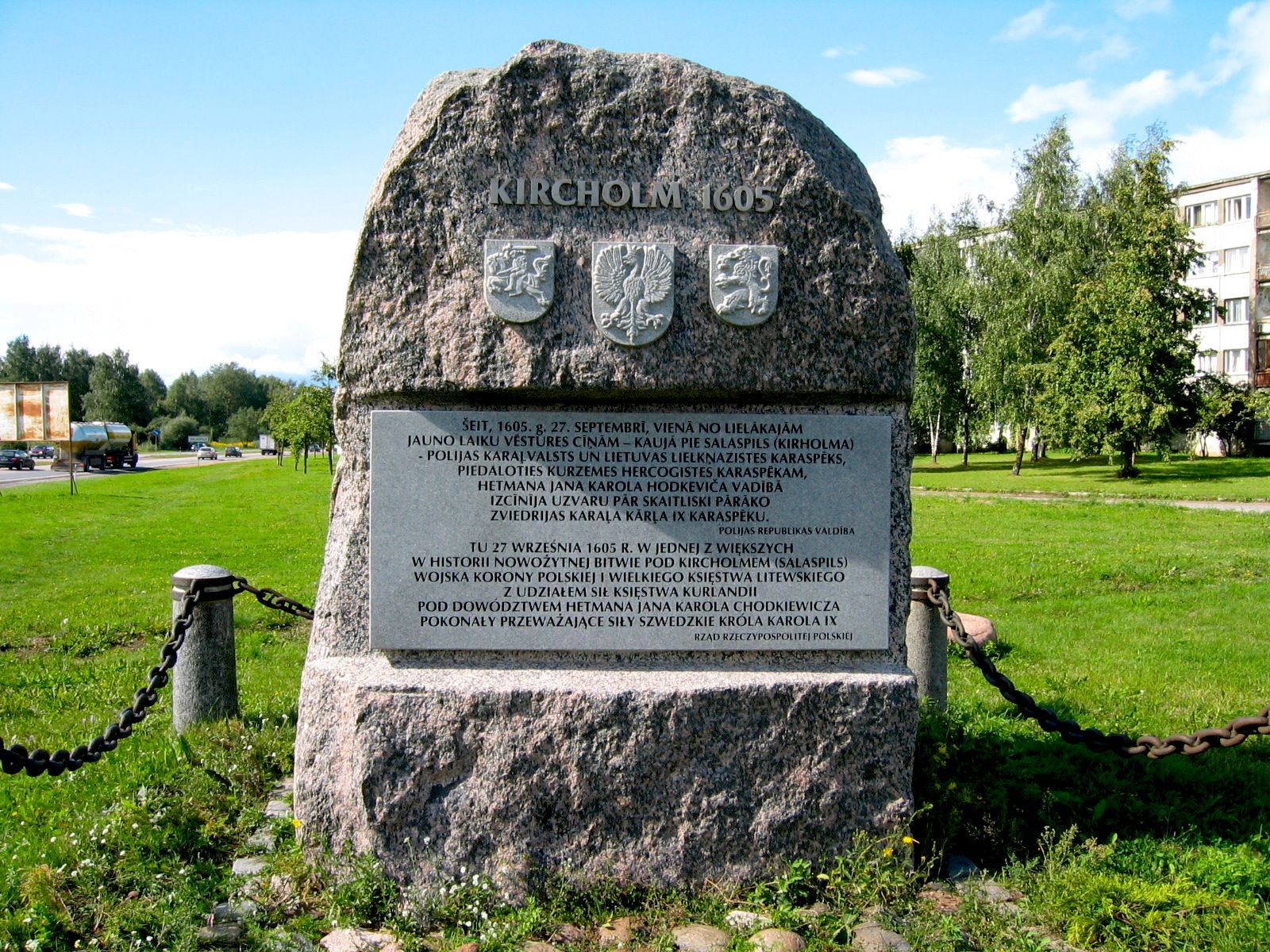
Pomnik bitwy pod Kircholmem w Salaspils k. Rygi z napisami łotewskim i polskim oraz herbami Litwy, Polski i Kurlandii.
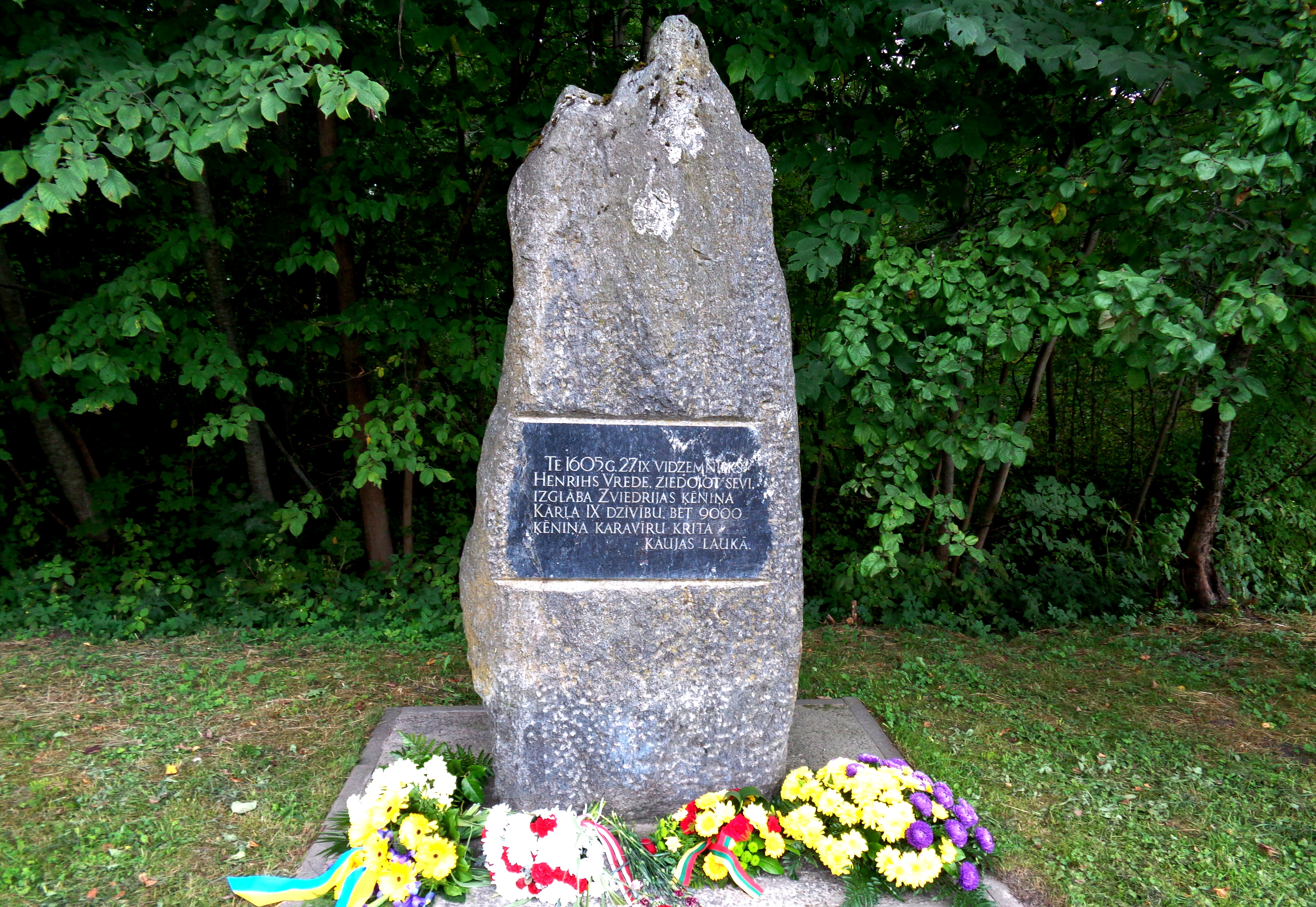
Kamień pamiątkowy bitwy pod Kircholmem w Salaspils na Łotwie

## Galeria

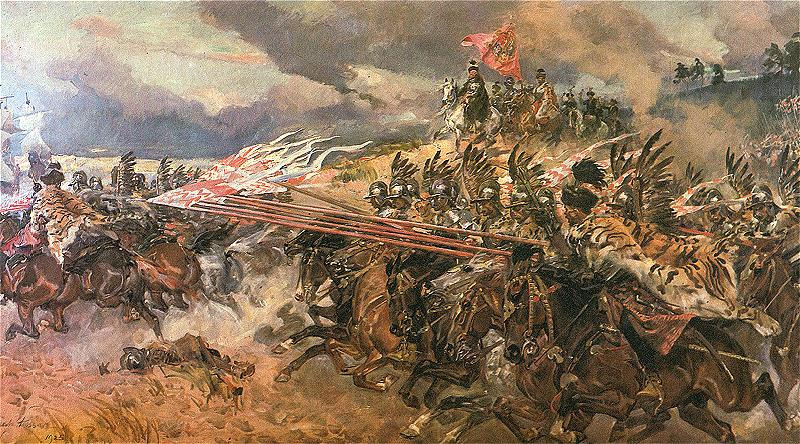
Kircholm pędzla Wojciecha Kossaka.
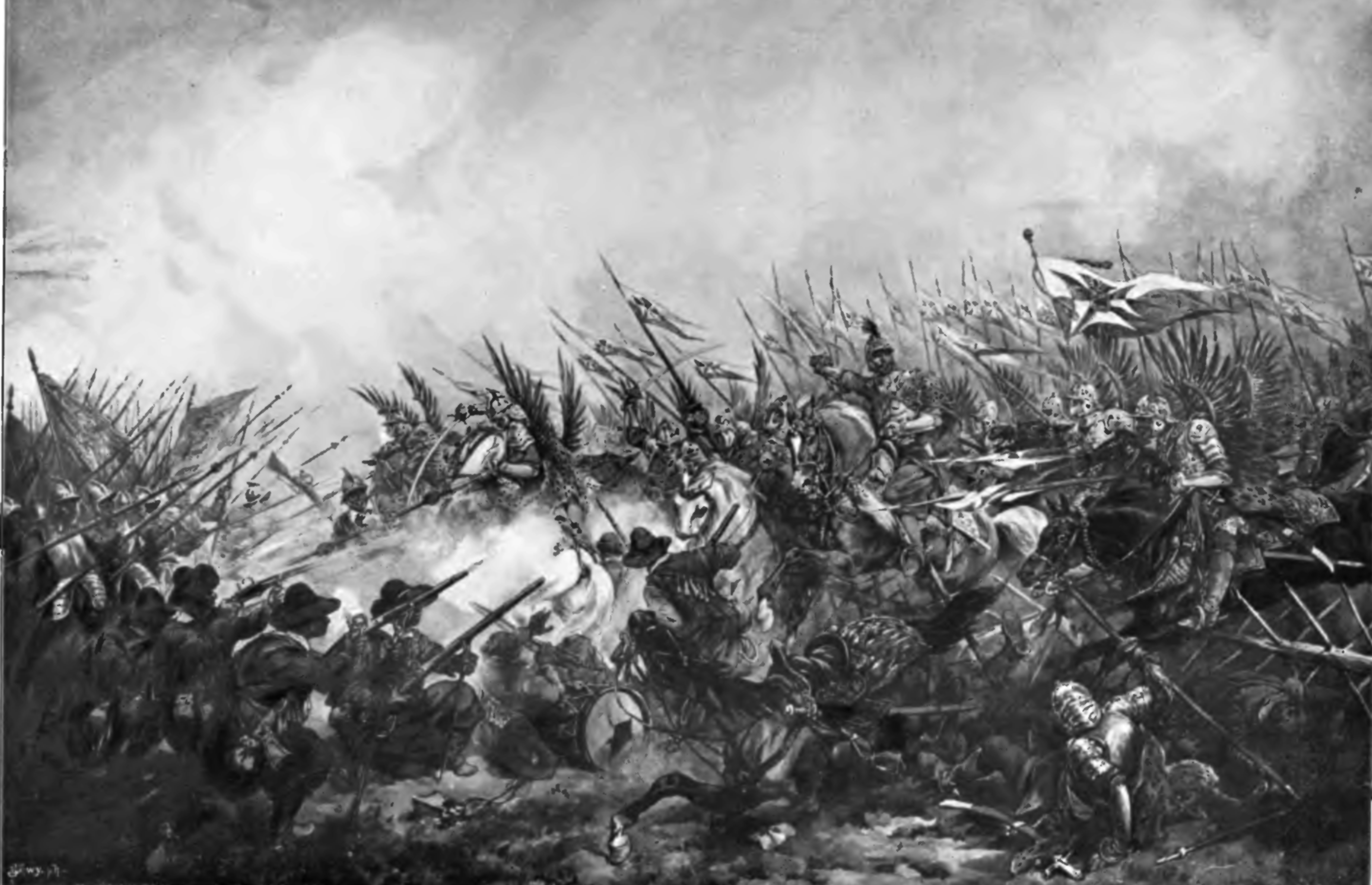
Jan Gniewosz na czele chorągwi husarskiej, Juliusz Kossak
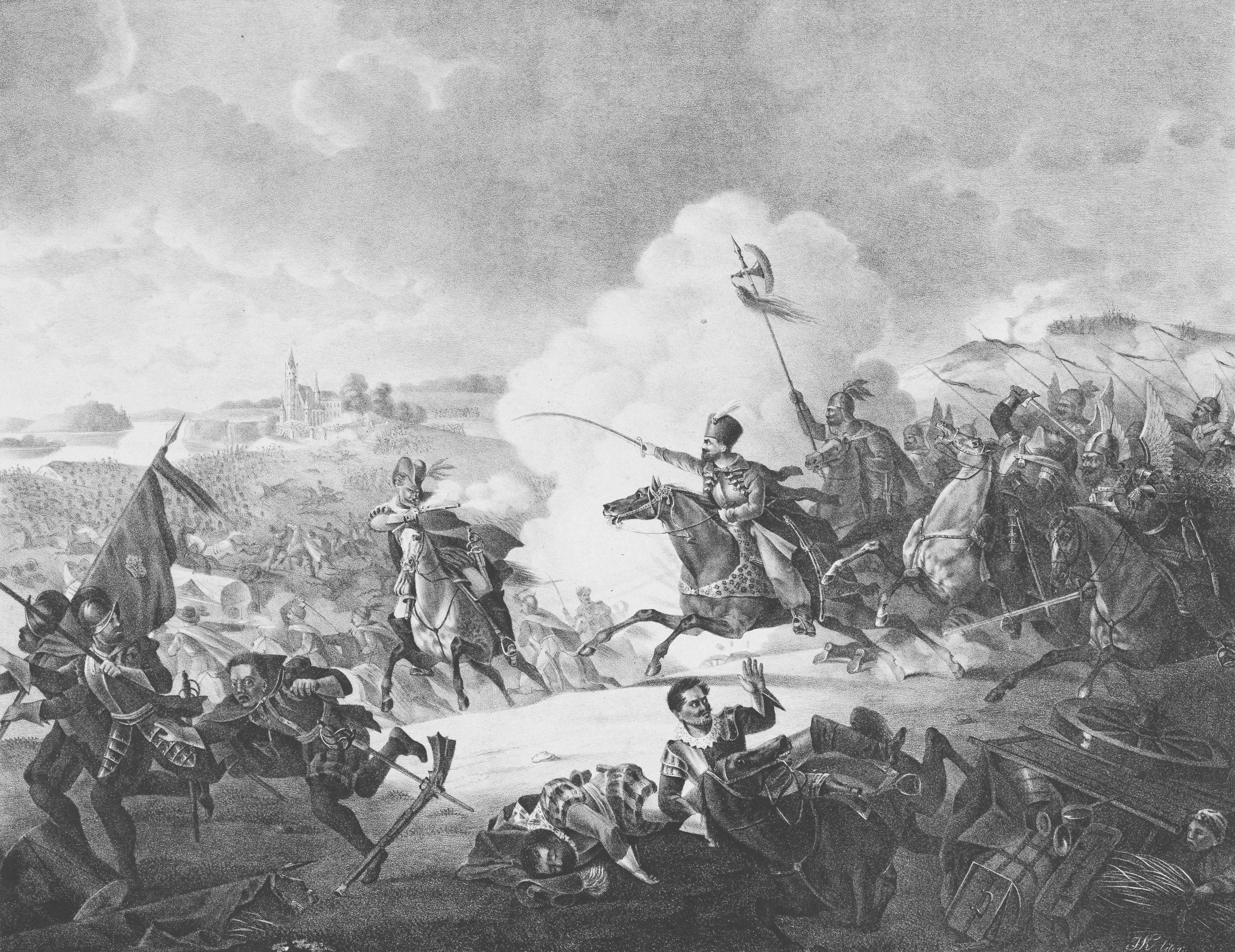
Jan Karol Chodkiewicz w czasie bitwy pod Kircholmem
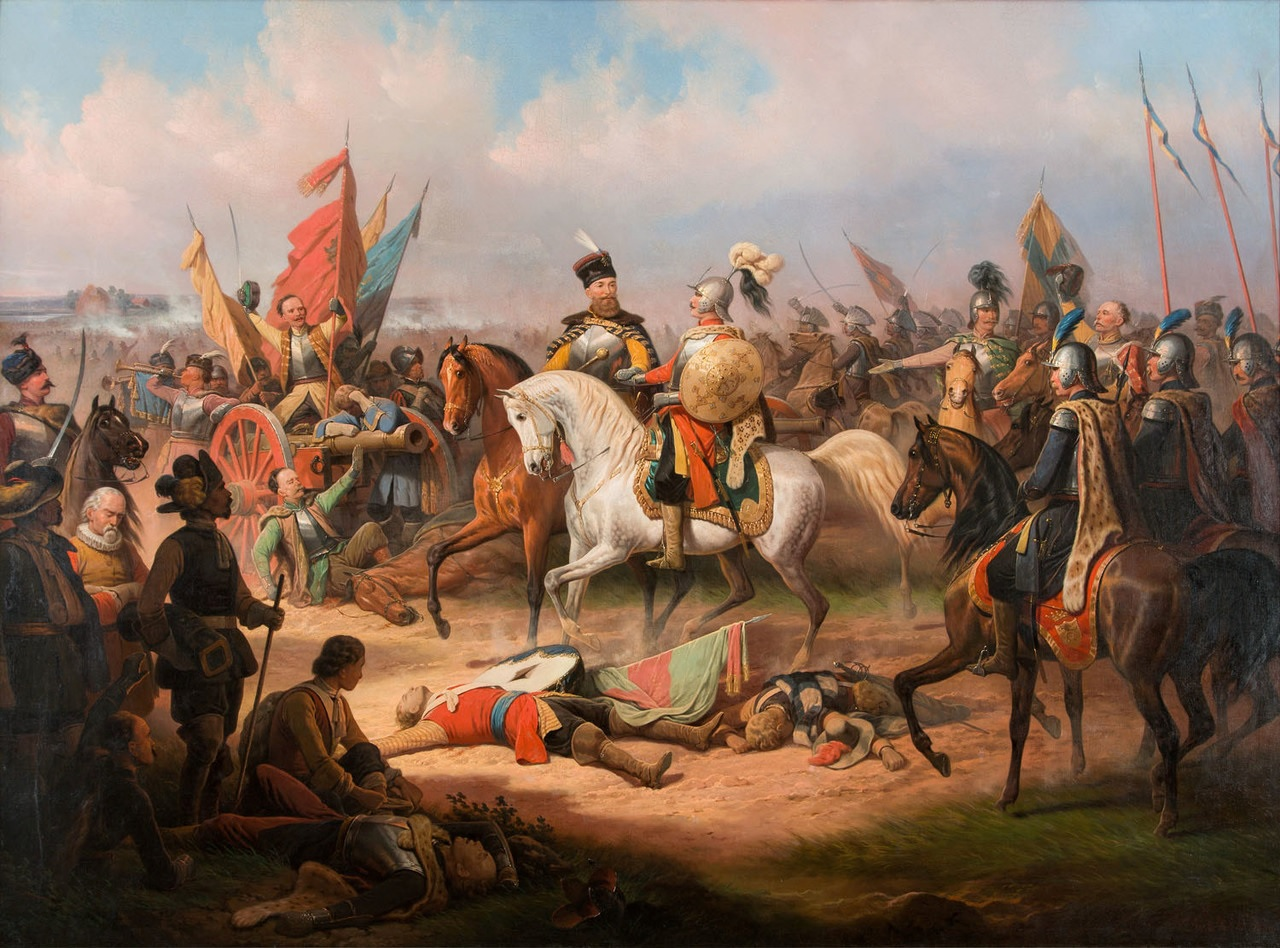
Po bitwie pod Kircholmem, January Suchodolski